# Conophymacris xianggelilaensis
Conophymacris xianggelilaensis is een rechtvleugelig insect uit de familie veldsprinkhanen (Acrididae). De wetenschappelijke naam van deze soort is voor het eerst geldig gepubliceerd in 2009 door Zheng, Niu & Shi.